# Angie Brooks
Angie Elizabeth Brooks (Virginia, 24 de agosto de 1928 - Houston, 9 de septiembre de 2007) fue una diplomática y jurista liberiana. Presidió la Asamblea General de las Naciones Unidas de 1969-1970) durante el vigésimo cuarto período de sesiones, siendo la segunda mujer en el ocupar el cargo y, hasta el momento, la única mujer presidenta de origen africano de la Asamblea.  Fue representante permanente de Liberia en las Naciones Unidas de 1954 a 1957.  También fue fiscal general adjunta y jueza asociada de la Corte Suprema de Liberia.

## Biografía

### Primeros años y educación
Fue una de los nueve hijos de un ministro bautista, siendo criada por una costurera viuda. Después de un matrimonio adolescente y posterior divorcio, decidió asistir a la universidad. Financió parcialmente sus estudios trabajando como lavaplatos, lavandera, asistente de biblioteca y ayudante de enfermera.
En 1949, obtuvo una licenciatura en ciencias sociales de la Universidad de Shaw en Raleigh (Carolina del Norte) en Estados Unidos. Tres años más tarde, obtuvo una licenciatura en derecho y una maestría en ciencias políticas en la Universidad de Wisconsin-Madison. Obtuvo el título de doctora en derecho en la Universidad de Shaw y en la Universidad de Howard, en 1962 y 1967 respectivamente. También realizó estudios de posgrado en derecho internacional en el University College de Londres de la Universidad de Londres en 1952 y 1953, y obtuvo un título de doctora en derecho civil de la Universidad de Liberia en 1964.

### Carrera
En 1954, se convirtió en representante permanente de Liberia ante las Naciones Unidas, donde gran parte de su trabajo consistió en la transformación de los antiguos estados coloniales en países independientes. En 1969, fue elegida presidenta de la Asamblea General de las Naciones Unidas.
También se desempeñó como subsecretaria de Estado (viceministra de relaciones exteriores) de Liberia. Su mandato como representante permanente terminó en 1977, cuando fue nombrada jueza asociada de la Corte Suprema de Liberia. Fue nominada por el presidente William R. Tolbert el 4 de mayo de 1977 y asumió el cargo dos días después, siendo la primera mujer en servir en la Corte Suprema de Liberia.
Previo a su nombramiento como jueza, se había desempeñado como asesora jurídica de la Corte Suprema en agosto de 1953 y como fiscal general adjunta de Liberia desde agosto de 1953 hasta marzo de 1958. También fue profesora de derecho a tiempo parcial en la Universidad de Liberia entre 1954 y 1958.
Falleció el 9 de septiembre de 2007 en Houston (Texas). Recibió un funeral de estado en Liberia y fue sepultada en su lugar de nacimiento, Virginia, en el condado de Montserrado.